# جزیره‌های وابسته به تاج‌وتخت بریتانیا

موقعیت جزیره‌های وابسته به تاج و تخت بریتانیا (قرمز) و بقیهٔ کشور (خاکستری تیره)

جزیره‌های وابسته به تاج و تخت بریتانیا (به انگلیسی: Crown dependencies)، سه منطقه را شامل می‌شود: جزیرهٔ من در دریای ایرلند، و بِیلی‌ویکز جرزی، و بِیلی‌ویک گرِنزی در کانال انگلیسی یا کانال مانش.
این سه جزیره به صورت حوزه‌های قضایی مستقلی اداره می‌شوند، آنها بخشی از بریتانیا ویا سرزمین‌های فرادریایی بریتانیا نیستند. آنها خود مختارند و (به گونه‌ای که هر یک جداگانه در هر حوزه تعریف شده) در مالکیت تاج و تخت سلطنتی قرار دارند، با این حال، در سطح بین‌المللی، و در وابستگی‌ها، همه به عنوان «سرزمینی که بریتانیا مسئول آنست» شناخته شده‌اند. در نتیجه، آنها عضو اتحادیه کشورهای همسود یا مشترک‌المنافع نیستند. با این حال، آنها با کشورهای مشترک‌المنافع، اتحادیهٔ اروپا و دیگر سازمان‌های بین‌المللی و اعضای شورای بریتانیا-ایرلندی دارای رابطه هستند. آنها بخشی از اتحادیهٔ اروپا (EU) نیستند، با این که آنها در اتحادیه گمرکی اتحادیه اروپا عضو هستند.
اگر چه وابستگان سلطنتی به نوبهٔ خود کشورهای مستقلی نیستند، اختیار تصویب قوانینی که بر این جزایر تأثیرگذار باشد را دارا هستند و در نهایت، عمل‌کردها بر تصویب مجلس قانونگذاری مربوطهٔ خود آن‌ها استوار است؛ با موافقت شورای خصوصی بریتانیا (شورای خبرگان تاج)، یا در مورد جزیرهٔ من، و در شرایط ویژه مقام فرماندار. در سال ۲۰۰۵، جرزی؛ با پیروی از دو جزیرهٔ من و گرنزی، به ایجاد پست یک وزیر به عنوان رئیس جزیره اقدام کرد.

## وابستگی به بریتانیا
اگر چه در سطح بین‌المللی، وابستگی‌ها به عنوان «سرزمینی که بریتانیا مسئول آن است» به رسمیت شناخته‌شده، رابطه میان وابستگان به تاج و تخت و انگلستان رابطه‌ای بر اساس «احترام متقابل و پشتیبانی، و به عنوان مثال یک همکاری» است.